# Атлантика (фільм)
«Атлантика» (фр. Atlantique) — копродукційний франко-бельгійсько-сенегальський фільм-драма 2019 року, поставлений режисеркою Маті Діоп. Світова прем'єра стрічки відбудеться у травні 2019 року на 72-му Каннському міжнародному кінофестивалі, де вона братиме участь в основній конкурсній програмі у змаганні за Золоту пальмову гілку та отримала Гран-прі журі фестивалю.

## Сюжет
Робітникам з передмістя Дакара в Сенегалі на будівництві футуристичної вежі під назвою «Атлантика» не платять місяцями. Вони вирішують покинути свою країну в пошуках кращого життя, вирушивши на човні через океан. Серед них Сулейман, закоханий в 17-річну Аду, обіцяну іншому. За декілька днів після від'їзду пожежа руйнує весілля Ади. Молода жінка й не підозрює, що Сулейман повернувся...

## У ролях
| • Мам Бінета Сан  | … | Ада       |
| • Ібраїма Траоре  | … | Сулейман  |
| • Ніколь Сужу     | … | Діор      |
| • Аміната Кане    | … | Фанта     |
| • Ніанку Сембене  | … | пан Ндіає |
| • Амаду Аам       | … |           |
| • Маріама Гассама | … | Маріама   |
| • Куміба Дієнж    | … | Тереза    |
| • Абду Балде      | … | Шейх      |

## Знімальна група
- Автор сценарію — Маті Діоп, Олів'є Деманжель
- Режисер-постановник — Маті Діоп
- Продюсер — Юдіт Лу Леві, Еве Робен
- Оператор — Клер Матон
- Композитор — Фатіма Аль Кадирі
- Монтаж — Аель Дальє Веґа
- Художник-постановник — Тома Бакені, Умар Салл
- Художник-костюмер — Рашель Рауль, Салімата Ндіає

## Нагороди та номінації
| Список нагород та номінацій  | Список нагород та номінацій | Список нагород та номінацій | Список нагород та номінацій | Список нагород та номінацій | Список нагород та номінацій |
| Кінофестиваль/Кінопремія     | Рік                         | Категорія                   | Номінант(и)                 | Результат                   | Дж                          |
| ---------------------------- | --------------------------- | --------------------------- | --------------------------- | --------------------------- | --------------------------- |
| 72-й Каннський кінофестиваль | 2019                        | Золота пальмова гілка       | Атлантика                   | Перемога                    | [ 4 ]                       |